# Шепелевский дом
Шепелевский дом, также известный как Шепелевский дворец и Константиновский дворец — здание в Санкт-Петербурге, находившееся на углу Миллионной улицы и Зимней канавки, снесённое для строительства Нового Эрмитажа. Использовалось как жильё для приближённых императорской семьи и высокопоставленных гостей.
Шепелевский дом был построен в конце 1740-х годов по проекту Бартоломео Франческо Растрелли. Управлял строительством по поручению Елизаветы Петровны генерал-аншеф Дмитрий Шепелев. Его именем и было прозвано здание. Трёхэтажный дом в стиле барокко имел украшенный картушем с четырьмя фигурами вход и балкон на двух кариатидах. В 1776—1791 гг. принадлежал Г. А. Потёмкину. В 1792 году в дом вселилась приехавшая из Германии Луиза Баденская, будущая жена Александра I. В том же году параллельно Зимней канавке были построены Лоджии Рафаэля, которые Екатерина II собиралась соединить с перестроенным Шепелевским домом. Эта перестройка была проведена в 1795—1798 годах архитектором Старовым. Он надстроил четвёртый этаж, произвёл перепланировку помещений, изменил фасад. В 1797 году в дом въехал Константин Павлович, которого переселили из Мраморного дворца, отданного Екатериной последнему польскому королю Станиславу Августу. Уже в следующем году Станислав умер, и Константин вернулся в Мраморный дворец.
В 1816 году сразу после свадьбы в доме проживали Анна Павловна и будущий нидерландский король Виллем II. В 1819 году в здание вселился художник Джордж Доу, работавший над полотнами Военной галереи в смежном с Лоджиями Рафаэля квадратном Мраморном зале. В 1826 году на верхнем этаже поселилась фрейлина Александра Осиповна Россет, прожившая там 6 лет до замужества с дипломатом Смирновым. В 1827 году, вернувшись из путешествия по Европе, 4 комнаты на верхнем этаже Шепелевского дома занял поэт и наставник наследника престола Василий Жуковский. В его квартире часто собиралась культурная элита столицы, Пушкин впервые читал в ней «Полтаву» и «Бориса Годунова», Гоголь — «Ревизора». Дом являлся официальным местом пребывания наместника Царства Польского И. Ф. Паскевича во время его визитов в Санкт-Петербург.
Пожар в Зимнем дворце 1837 года не затронул Шепелевский дом, но Николай I вскоре начал переговоры с Лео фон Кленцем о строительстве на его месте Нового Эрмитажа. Летом 1839 года Жуковский выехал из здания, и вскоре оно было снесено.

## Галерея

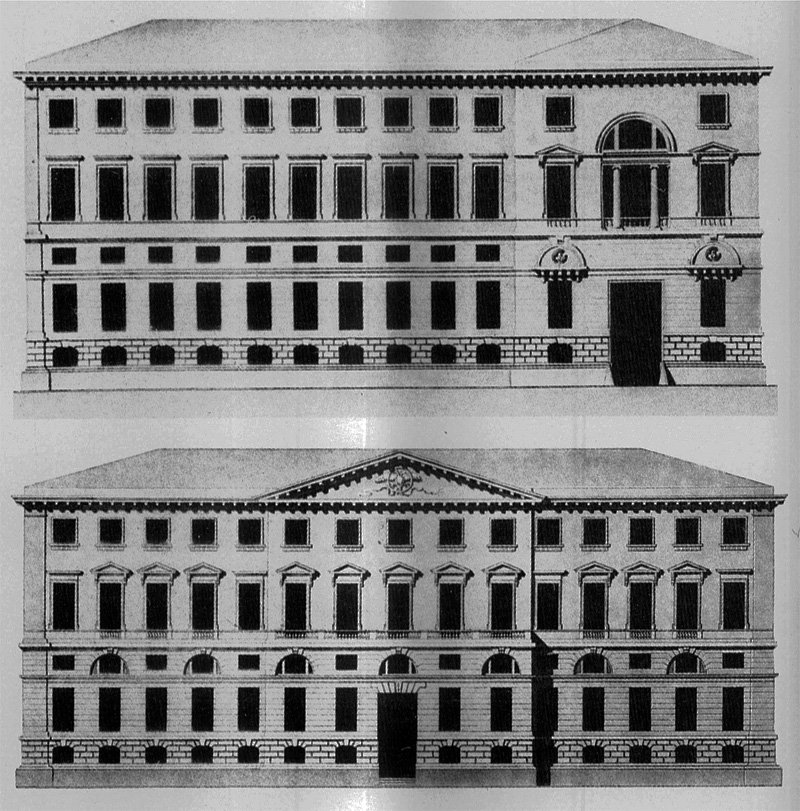
Выходящие на Миллионную улицу (внизу) и во двор (вверху) фасады в XIX веке
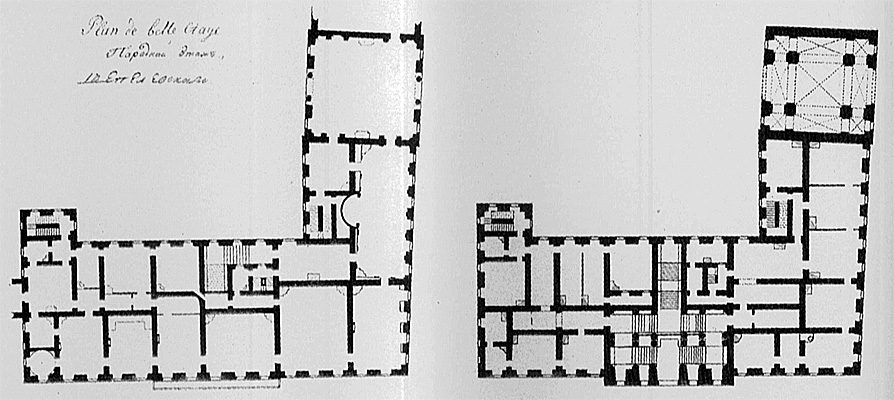
Планы помещений первого (справа) и второго (слева) этажей
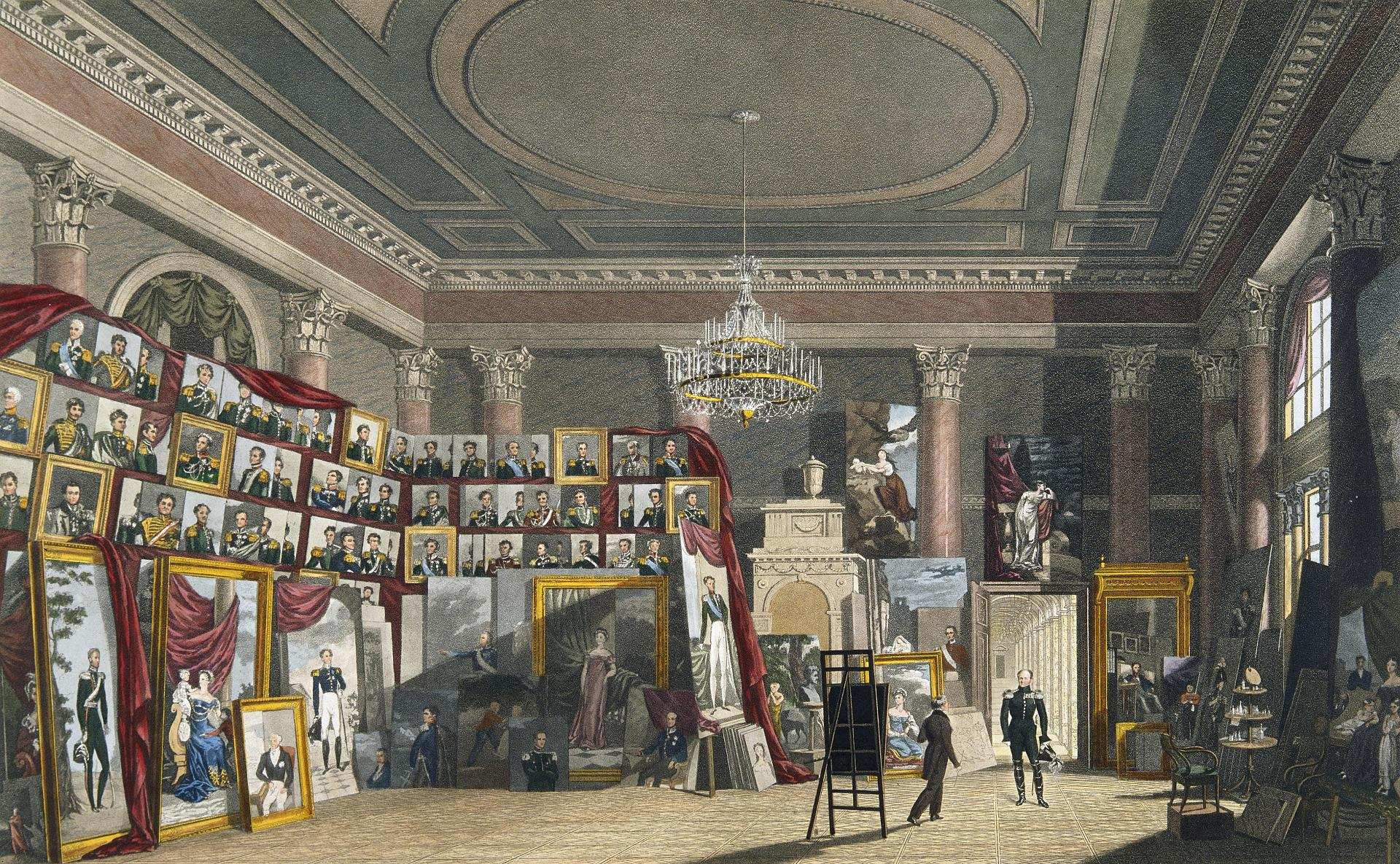
Александр I в мастерской Дж. Доу в Шепелевском дворце. Гравюра Т. Райта и У. Беннета по оригиналу А. Е. Мартынова. 1826 год
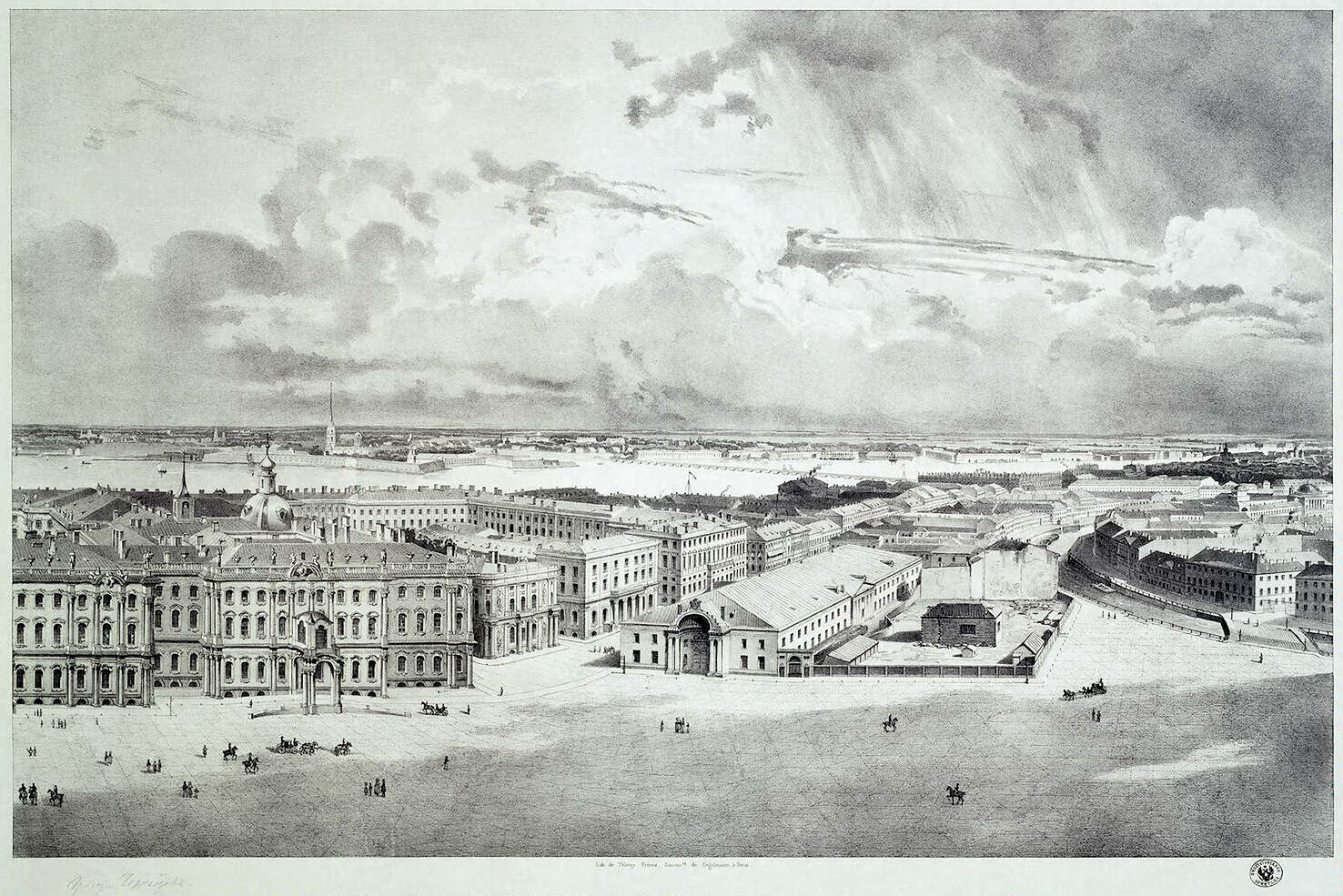
Чернецов Г.Г. Панорама Дворцовой площади с лесов Александровской колонны. 1830-е. От Зимнего дворца по Миллионной улице: Малый Эрмитаж, флигель манежа, Шепелевский дом
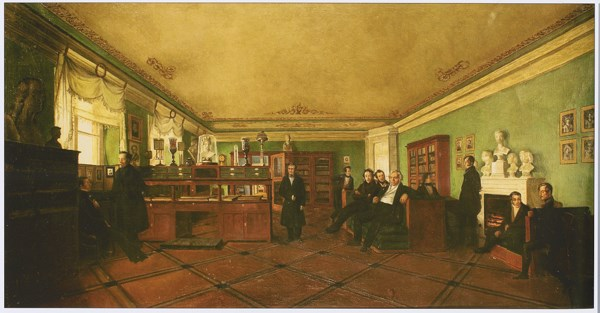
Ученики Венецианова. Субботнее собрание у В.А. Жуковского. 1830-е. Пушкин, Гоголь, Глинка, Крылов и другие в большом кабинете Жуковского в Шепелевском доме